# Osismos
Los osismos (en latín, Osismii) fueron un pueblo galo que vivía en la península de Bretaña de la que ocupaban una buena parte, en la península armoricana occidental. Primero fueron escritos como Ostimioi por el geógrafo y viajero griego Piteas en el siglo IV a. C. Los ubica a final de la península de Kabaïon, que hoy en día no se puede identificar. Su nombre (Ostimioi) significa "el más lejano" o "aquellos al final del mundo". Su territorio se corresponde en términos generales al moderno departamento francés de Finisterre, cuyo nombre refleja el mismo significado en latín Finis Terræ, esto es, el final de la tierra. Ptolomeo da como ciudad principal de este pueblo la de Vorganium, moderno Carhaix-Plouguer. Al sur tenían a los námnetes.
Llegaron a tiempos romanos y se encuentran en los textos de Julio César, Plinio el Viejo y Estrabón. Se sometieron a César durante la guerra de las Galias en 57 a. C. Al año siguiente se alió con los vénetos en la guerra de estos contra César, pero fueron derrotados. Se convirtieron en una civitas romana y su identidad sobrevivió hasta la Antigüedad tardía, pero su romanización se quitó.